# Фернандо Йеро
Фернандо Руис Йеро (на испански: Fernando Ruiz Hierro, роден 23 март 1968 г. в град Велес-Малага) е бивш испански футболист, национал. Известен е като един от най-стабилните защитници на Реал Мадрид и Испания от близкото минало, понякога играе и като дефанзивен полузащитник. В най-добрите му години стабилността на Йеро, умението му да раздава точни пасове на всякаква дистанция, добрите изпълнения на пряк свободни удари и честите му включвания в статични положения го правят един от най-добрите в света на този пост.

## Клубна кариера
Фернандо Йеро почва своята кариера през 1987 г. във Реал Валядолид, където прекарва 2 години. През 1988 г. е закупен от Реал Мадрид. Треньорът Радомир Антич налага Фернандо, който се отличава с многото си вкарани попадения. През сезон 1991/92 вкарва цели 21 попадения, ставайки втори голмайстор на Ла Лига. Играе много години редом до легендата на тима Маноло Санчис, а след като той се отказва през 2001, Йеро наследява от него капитанската лента. С Белия балет Йеро печели Примера дивисион 5 пъти, а КЕШ – 3 пъти: през 1998, 2000 и 2002 г. За целия си престой в Реал има отбелязани над 100 гола.
След края на сезон 2002-03 е освободен от тима, като на практика не му е оказана никаква почит. Йеро обаче не се отказва от футбола и продължава кариерата си в Катар за тима Ал Раян. През сезон 2004-05 се връща в Европа и записва 1 сезон в Болтън Уондърърс. В края на сезона на 15 май 2005 г. Йеро приключва професионалната си кариера.

## Национален отбор
Йеро има 89 мача за Испания, като по този показател е втори сред полевите играчи след Раул. Има и 29 гола с фланелката на „Ла Фурия“, отново втори след Раул. Участник на СП 1994, СП 1998, СП 2002, както и ЕП 1996 и ЕП 2000. Той е един от тримата испанци, отбелязали голове на три различни световни първенства. Също така е в идеалния отбор на ФИФА за 2002 г. и е избран за най-добър защитник за 1998 г. от УЕФА. Участва и в квалификациите за СП 1990 г., и ЕП 1992 г., но не е в състава за първенствата. През 2002 г. се отказва от националния отбор, като по това време е водещ голмайстор за Испания. Капитанската лента поема неговия съотборник и приятел Раул Гонсалес Бланко.

## Треньорска кариера
На 10 юли 2014 г., Йеро става помощник-треньор на Реал Мадрид в щаба на Карло Анчелоти. Той заменя на поста Зинедин Зидан, който на 25 юни стана старши треньор на Реал Мадрид Кастиля.
На 13 юни 2018 година, само ден преди началото на световното първенство по футбол е назначен за треньор на Националния отбор по футбол на Испания.